# Kaspar Koch
Kaspar Joseph Koch, auch Abbé Caspar Koch,  (* 2. November 1742 in Sarmenstorf; † Juli 1805 in Weggis) war ein aufklärerischer Priester und Kämpfer für die Helvetische Revolution.

## Leben
Kaspar Koch wurde 1742 in Sarmenstorf (Freiamt) geboren. Seine Gymnasialausbildung erlangte er an den Jesuitenkollegien von Solothurn und Luzern. Von 1764 bis 1769 studierte er Theologie in Freiburg im Üechtland und Luzern, wo er 1768 zum Priester geweiht wurde. Von 1769 bis 1770 amtete er als Vikar in Romoos und danach von 1770 bis 1774 in Ruswil. Vergebens bemühte er sich für eine Pfarrstelle. Ab 1774 war er Inhaber der Marien- und Ehrenpfründe von Ettiswil. Als sogenannter Ehrenkaplan betätigte er sich auch als Schulmeister, forderte aber mit seinen Schulreformen den Protest des Dorfpfarrers und der Eltern heraus. 1790 resignierte er als Kaplan von Ettiswil und wurde Feldprediger in Luzern. Mit der Helvetischen Revolution 1798 trat er aus dem Priesterstand aus und übernahm Funktionen in der Verwaltung. Er wirkte vorerst als Oberagent der Stadt. Im Jahr 1798 wurde der juristisch unerfahrene Koch zum öffentliche Ankläger (Staatsanwalt) ernannt. Von diesem Amt demissionierte er 1801. Er starb im Juli 1805 anlässlich einer Wanderung auf die Rigi.
Abbé Kaspar Koch vertrat schon sehr früh radikale aufklärerische Positionen. Sein Versuch die Dorfschule von Ettiswil nach völlig neuen weltanschaulichen Ansätzen zu gestalten fand in der Pfarrei und beim bischöflichen Kommissar nur Ablehnung. Seit 1786 war er Mitglied der Helvetischen Gesellschaft und nahm regelmässig an deren  Jahresversammlungen teil. Einen Vortrag, den er dort hielt, wurde als zu radikal empfunden, so dass er ihn 1799 im Selbstverlag veröffentlichte. Koch war zusammen mit anderen Luzerner Frühaufklärer Gründer der Luzerner Lesegesellschaft, die wegen ihres revolutionären Schriftguts schon bald unter die Beobachtung der Obrigkeit geriet. Nach dem Sieg der Helvetik verfasste er eine Reihe von philosophischen und zum Teil revolutionären und antiklerikale Pamphlete, die in Luzern einiges Aufsehen erregten.
Kaspar Koch stand mit einigen Luzerner Persönlichkeiten in Briefkontakt. So etwa mit
Johann Melchior Mohr, Joseph Anton Felix von Balthasar und Franz Bernhard Meyer-Schauensee.

## Werke

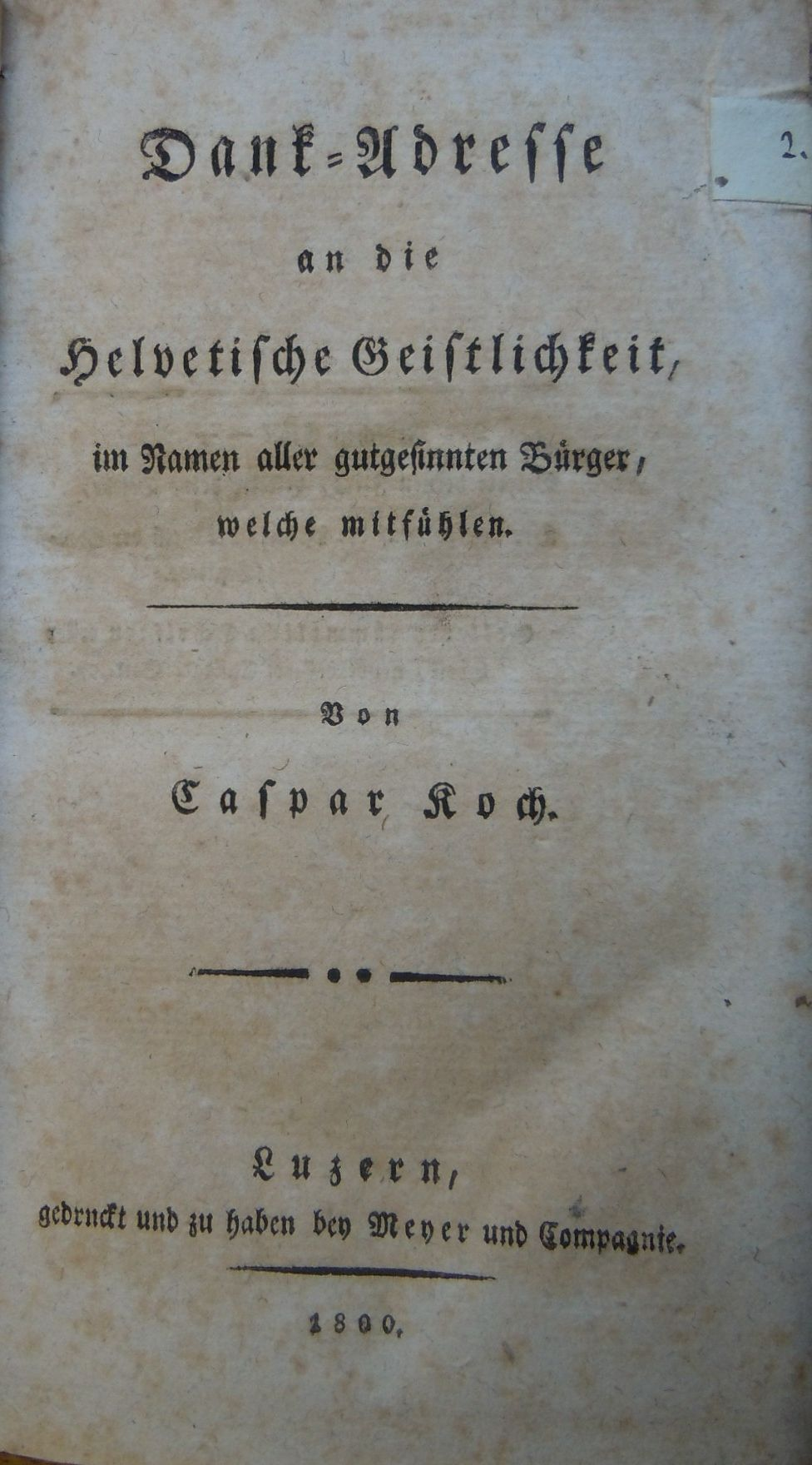
Dank-Adresse an die Helvetische Geistlichkeit: Titelblatt 1800

- Meine Empfindungen und Räsonnements über das Ereigniss des ein und dreyssigsten Jänners in der Stadt Luzern. Luzern 1798.
- Ein Gespräch zwischen Arnold und Herrmann, zween Männern aus den ehemaligen demokratischen Ständen über die heutige Revolution. Luzern 1798.
- Gedanken eines patriotischen Entlebuchers als er das erstemal die Versammlung des gesetzgebenden Raths besucht. Luzern 1799.
- Eine skizze über den Gang des menschlichen Verstandes und einige desselben Perioden bis auf unsere Zeiten. Der helvetisch-patriotischen Gesellschaft zu Arau gewidmet. Luzern 1799.
- Dank-Adresse an die Helvetische Geistlichkeit, im Namen aller gutgesinnten Bürger, welche mitfühlen. Luzern 1800.
- Ein Wort über Gleichheit und Volkssouveränität für wahrheitliebende Menschen, von ihrem Freund Caspar Koch. Luzern 1800.